# Hastingsgletsjer
De Hastingsgletsjer is een gletsjer in Nationaal park Noordoost-Groenland in het oosten van Groenland. 

## Geografie
De gletsjer is noordoost-zuidwest georiënteerd en heeft een lengte van meer dan 15 kilometer. Vanuit het zuidwesten komt de Sunderlandgletsjer uit op het zuidwestelijke uiteinde van de gletsjer. Omdat het omliggende terrein beduidend hoger ligt kunnen beide gletsjers niet verder en botsen ze op elkaar.
De Hastingsgletsjer wordt gevoed door de ten noorden van de gletsjer gelegen Suzannegletsjer.
Op ongeveer tien kilometer naar het oosten ligt de Britanniagletsjer en op ongeveer 30 kilometer naar het oosten de grote Storstrømmengletsjer.